# McDiarmid Park
McDiarmid Park je stadion patřící fotbalovému klubu St. Johnstone FC z Perthu ve Skotsku. Byl slavnostně otevřen dne 19. srpna 1989, kdy se zároveň uskutečnilo první utkání vítězstvím nad týmem Clydebank FC. Rekordní návštěva byla zaznamenána dne 23. května 1999, když klub hrál proti týmu Dundee FC, zároveň to byl poslední zápas sezony. Zápasu přihlíželo 10 525 diváků.

## Popis
Stadion má místa pouze k sezení. Jižní tribuna nese název Stand Ormond. Je pojmenována po nejúspěšnějšímu manažerovi týmu, Williem Ormondovi. Severní tribuna je určena pro fanoušky hostujícího týmu, pokud jsou ve větším množství. Jinak jsou umístěni na hlavní (východní) tribunu a severní tribuna zůstává zavřená. Na východní tribuně je bílými sedačkami napsán nápis St Johnstone FC. V severovýchodním rohu hřiště byla instalována elektronická tabule. Domácí zápasy ženského národního týmu se také odehrávají na tomto stadionu.

## Zajímavosti
Dne 6. července 2008 zde vystoupil Elton John, stal se tak prvním hudebníkem, který hrál na tomto stadionu.  Stadion hostí skotskou konvenci Svědků Jehovových, která přináší tisíce věřících každé léto. V roce 2009 navštívilo tuto třídenní akci okolo 8000 lidí.